# Cilibia
Cilibia est une commune roumaine située dans le județ de Buzău.